# North Wiltshire (circonscription du Parlement britannique)
Circonscription parlementaire de la Chambre des communes
La circonscription de North Wiltshire  est une circonscription située dans le Wiltshire, et représentée à la Chambre des communes du Parlement britannique depuis 1997 par James Gray du Parti conservateur.

## Géographie
La circonscription comprend :
- les villes de Malmesbury, Cricklade et Calne ;
- les villages de Luckington et Castle Combe.

## Députés
Les Members of Parliament (MPs) de la circonscription sont :
La circonscription fut présente de 1832 à 1885 et fut entre autres représenté par Francis Burdett (1837-1844).
| Législature                         | Années       | Député     | Député          | Parti        |
| ----------------------------------- | ------------ | ---------- | --------------- | ------------ |
| North Wiltshire issue de Chippenham |              |            |                 |              |
| 49e                                 | 1983–1987    |            | Richard Needham | Conservateur |
| 50e                                 | 1987–1992    |            | Richard Needham | Conservateur |
| 51e                                 | 1992–1997    |            | Richard Needham | Conservateur |
| 52e                                 | 1997–2001    | James Gray |                 | Conservateur |
| 53e                                 | 2001–2005    | James Gray |                 | Conservateur |
| 54e                                 | 2005–2010    | James Gray |                 | Conservateur |
| 55e                                 | 2010–2015    | James Gray |                 | Conservateur |
| 56e                                 | 2015–2017    | James Gray |                 | Conservateur |
| 57e                                 | 2017–2019    | James Gray |                 | Conservateur |
| 57e                                 | 2019–Présent | James Gray |                 | Conservateur |